# Бретен (Баден-Виртемберг)
Бретен (њем. Bretten) град је у њемачкој савезној држави Баден-Виртемберг. Једно је од 32 општинска средишта округа Карлсруе. Према процјени из 2010. у граду је живјело 28.429 становника. Посједује регионалну шифру (AGS) 8215007.

## Географски и демографски подаци
Бретен се налази у савезној држави Баден-Виртемберг у округу Карлсруе. Град се налази на надморској висини од 176 метара. Површина општине износи 71,1 km². У самом граду је, према процјени из 2010. године, живјело 28.429 становника. Просјечна густина становништва износи 400 становника/km².

## Међународна сарадња
| Мјесто        | Држава               | Врста сарадње | Од    |
| ------------- | -------------------- | ------------- | ----- |
|               | Португалија          | партнерство   | 1985. |
| Немешнадудвар | Мађарска             | партнерство   | 1987. |
| Хидаш         | Мађарска             | партнерство   | 1990. |
| Понтипул      | Уједињено Краљевство | партнерство   | 1994. |
|               | Француска            | партнерство   | 1971. |
|               | Француска            | партнерство   | 1991. |
| Извор         |                      |               |       |